# Paul Shepard
Pour les articles homonymes, voir Shepard.
Paul Howe Shepard, Jr. (12 juin 1925 à Kansas City au Missouri - 27 juillet 1996 à Salt Lake City dans l'Utah) est un écologue, environnementaliste et auteur américain surtout connu pour avoir introduit le « paradigme du Pléistocène » dans l'écologie profonde. Ses travaux ont établi un cadre normatif en termes de théorie évolutionniste et de psychologie du développement. Il a proposé une critique de la civilisation et préconisé de modeler les modes de vie humains sur ceux des chasseurs-cueilleurs. Dans ses livres, il a exploré les liens entre la domestication, le langage et la cognition.

## Enfance et éducation
Shepard est né à Kansas City et est diplômé de l'université du Missouri. Il a ensuite obtenu un doctorat à Yale et son livre de 1967, L'Homme dans le paysage : une vision historique de l'esthétique de la nature, était basé sur sa thèse. De 1973 jusqu'à sa retraite en 1994, il a enseigné au Pitzer College et à la Claremont Graduate University.

## Carrière
Il a enseigné la biologie au Knox College et a créé la station biologique de Green Oaks avec George Ward.

## Héritage
Les livres de Shepard sont devenus des textes marquants parmi les écologistes et ont contribué à ouvrir la voie à la pensée primitiviste moderne, dont les éléments essentiels sont que la « civilisation » telle que nous la connaissons va à l’encontre de la nature humaine qui  s’est développée par interaction avec le milieu naturelle au pléistocène. Pour lui, la nature humaine est une conscience façonnée par notre co-évolution avec celle notre environnement. Nous sommes, par essence, des « êtres du Paléolithique ».
Sur la base de ses premières études sur la littérature ethnographique moderne examinant les peuples contemporains axés sur la nature, Shepard a créé un modèle de développement pour comprendre le rôle d'un contact soutenu avec la nature dans le développement psychologique humain sain, postulant que les humains, ayant passé 99 % de leur histoire développementale à chasser et à des activités de cueillette, sont dépendant donc de la nature pour leur croissance et pour atteindre un développement émotionnel et psychologique normal. S'appuyant sur les idées de la néoténie, Shepard a postulé que de nombreux humains dans la société post-agricole ne sont souvent pas pleinement matures, mais sont piégés dans l'infantilisme ou dans un état d'adolescence.
Shepard n’idéalise toutefois pas un « bon sauvage », il ne prône ni une régression, ni un retour en arrière. Par contre, il nous invite clairement, aux frontières de la psychologie et de l’écologie profondes, à un travail de réactivation des racines qui nous constituent. Il faut, pour rester en santé et aller de l’avant, prendre appui sur une forme de vie humaine qui s’est avérée la plus pérenne et à en tirer des enseignements pour redéfinir qui nous sommes.
Il est décédé d'un cancer du poumon le 21 juillet 1996 à Salt Lake City.
Certains de ses livres les plus influents sont The Tender Carnivore and the Sacred Game, Nature and Madness, Coming Home to the Pleistocene, Where we Belong et les autres.